# Epi Info
Epi Info est un logiciel de statistiques du domaine public destiné à l'épidémiologie développé à partir de 1985 par les Centres pour le contrôle et la prévention des maladies aux États-Unis.

## Historique
Développé par les CDC d'Atlanta en collaboration avec l'Organisation mondiale de la santé dès 1985 pour MS-DOS, Epi Info devient public en 2008.

## Description
Epi Info est un logiciel qui permet de concevoir des  questionnaires, de saisir les réponses données à ces questionnaires et d'appliquer des traitements statistiques sur les données recueillies.

## Versions
Le logiciel n'est disponible que sur les environnements Microsoft Windows.

### Epi Info 3.5
La branche 3.5 du logiciel Epi Info fut lancée le 9 juin 2008. Elle a été finalisée avec la version 3.5.4 publiée le 30 juillet 2012

### Epi Info 6
La version 6.04d est la dernière version fonctionnant sous DOS connue. Elle apporte des correctifs notamment relatifs au Bug de l'an 2000. Cette version ne fonctionne sur les systèmes d'exploitation 64-bit.

### Epi Info 7
La version 7.1.5 publiée le 19 mars 2015 est la version la plus récente à ce jour. Elle apporte des améliorations telles que :
- Facilité d'installation pour tout type d'utilisateur
- Notification de la disponibilité de nouvelles mises à jour
- Création de questionnaires avec plus de 255 champs de saisie
- Disponibilité de questionnaires préconçus utilisables comme base de travail
- Possibilité de saisie de données par plusieurs personnes en même temps sur un système informatique multi utilisateur
- Nouveaux types de contrôle de la saisie

Le nouveau format des fichiers projet est le format .prj. Les bases de données sont désormais disponible aux formats Access et SQL.